# Дубневичи
Дубневичи — деревня в Великолукском районе Псковской области России. Входит в состав сельского поселения «Борковская волость».
Расположена на юго-западе района на правом берегу реки Ловать, в 40 км к юго-западу от центра города Великие Луки и в 5 км к востоку от волостного центра деревни Борки.

## Население
Численность населения деревни по оценке на 2000 год составляла 5 человек.